# Myctophidae

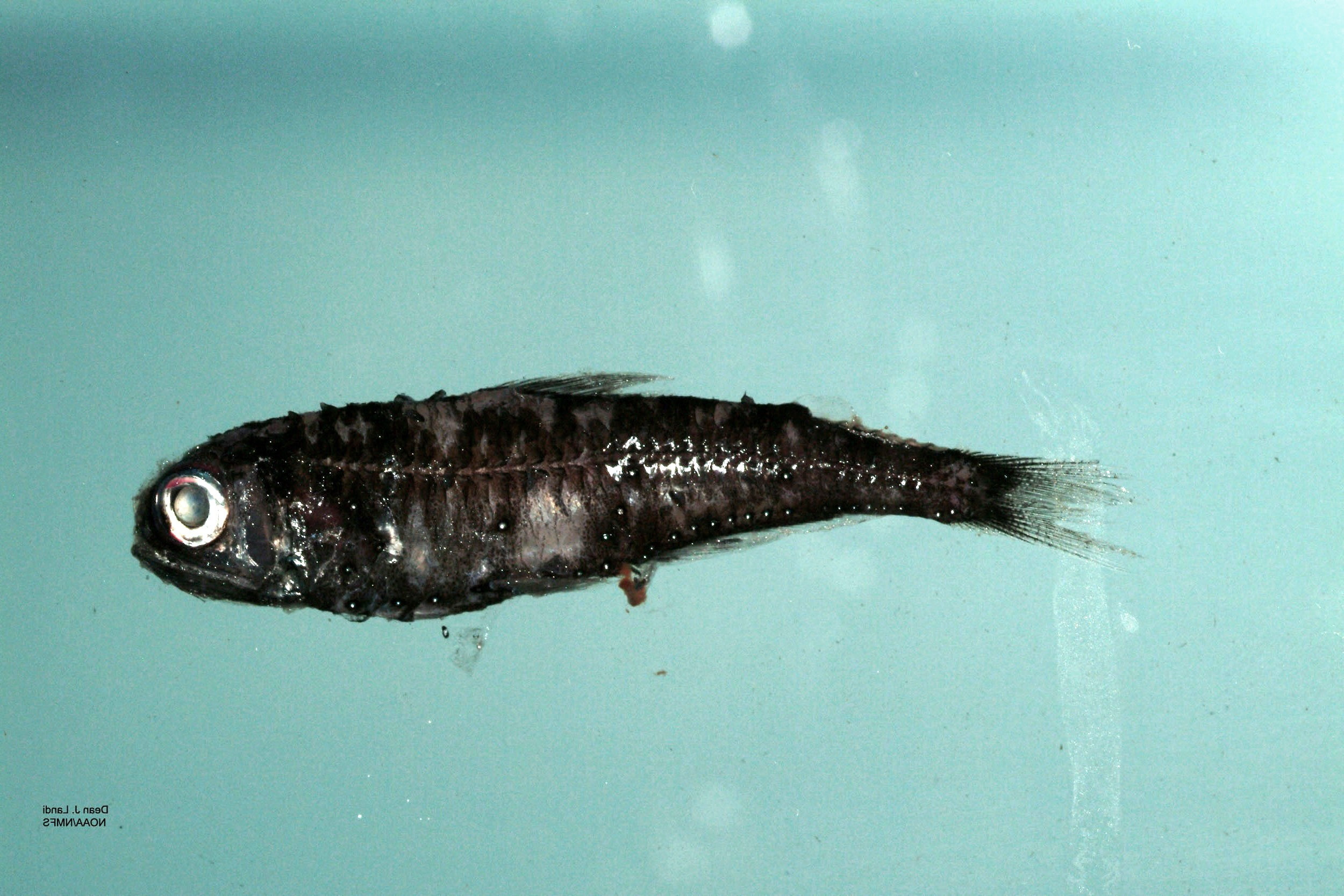
Diaphus sp.

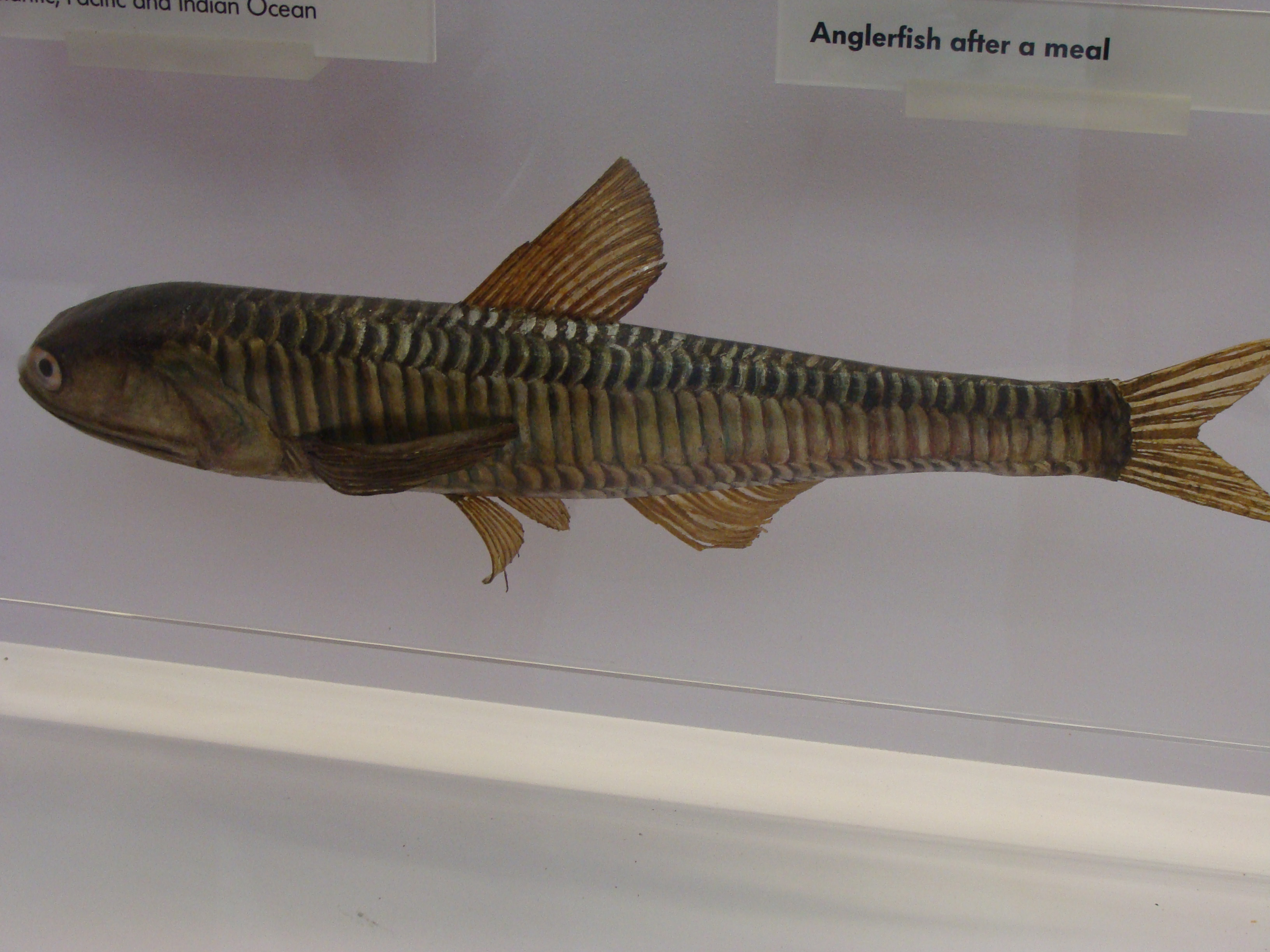
Lampanyctus crocodilus.

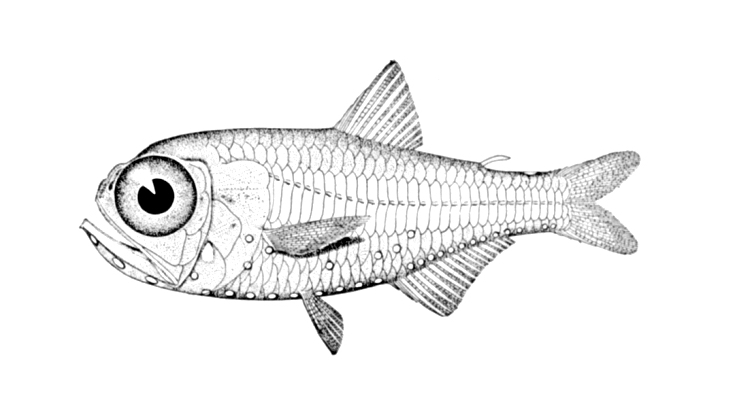
Electrona risso.

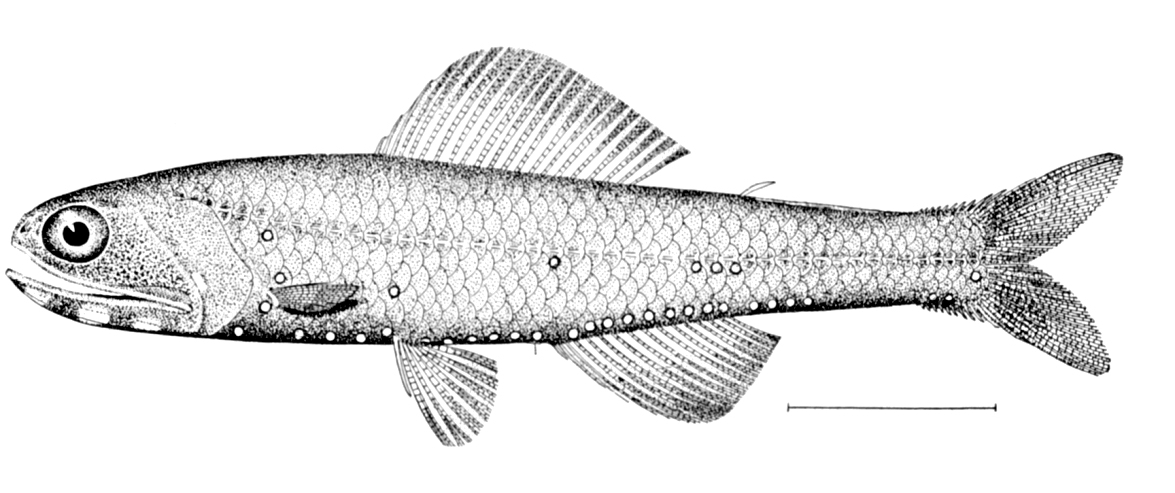
Peixe-lanterna-de-Kroeyer (Notoscopelus kroyeri).

Myctophydae (do grego: mykter "focinho" + ophis "serpente") é uma família de peixes marinhos, em geral referidos como peixes mictofídeos, que inclui os peixes-lanterna e outras espécies da região abissal dos oceanos. A família é incluída na ordem Myctophiformes, distribuídos pelas águas abissais de todo o planeta.

## Descrição
Os peixes pertencentes a este taxon aparecem pela primeira vez no registo fóssil durante o Miocénico, no Terciário inferior.
São peixes com corpo de pequeno tamanho; por debaixo da camada adiposa da barbatana têm uma placa de suporte cartilaginosa; alguns géneros têm o osso supramaxilar muito pequeno; com placa sobocular presente em todos; a barbatana anal está implantada abaixo ou ligeiramente por detrás do final da base da barbatana dorsal.
A cabeça e o corpo apresentam grupos e filas de fotóforos pequenos e redondos, ausentes apenas numa espécie de toda a família; em quase todas as espécies, as escamas são do tipo ciclóide; normalmente têm bexiga natatória.

## Ecologia
Muitas das espécies apresentam comportamento migratório, com migração circadiana (migração dial). A maioria tem o seu máximo de abundância entre os 300 e 1200 metros de profundidade durante o dia, ascendendo durante a noite para entre os 10 e 100 metros. 

## Géneros
Estão catalogadas cerca de 250 espécies de peixes mictofídeos agrupadas nos 33 géneros seguintes:
- Subfamília Lampanyctinae:
  - Bolinichthys (Paxton, 1972) com 7 espécies.
  - Ceratoscopelus (Günther, 1864) com 3 espécies.
  - Diaphus (Eigenmann y Eigenmann, 1890) com 78 espécies.
  - Gymnoscopelus (Günther, 1873) com 8 espécies.
  - Hintonia (Fraser-Brunner, 1949) com 1 sola espécie.
  - Idiolychnus (Nafpaktitis y Paxton, 1978) com 1 sola espécie.
  - Lampadena (Goode y Bean en Gill, 1893) com 11 espécies.
  - Lampanyctodes (Fraser-Brunner, 1949) com 1 sola espécie.
  - Lampanyctus (Bonaparte, 1840) com 22 espécies.
  - Lampichthys (Fraser-Brunner, 1949) com 1 sola espécie.
  - Lepidophanes (Fraser-Brunner, 1949) com 2 espécies.
  - Lobianchia (Gatti, 1904) com 2 espécies.
  - Nannobrachium (Günther, 1887) com 17 espécies.
  - Notolychnus (Fraser-Brunner, 1949) com 1 sola espécie.
  - Notoscopelus (Günther, 1864) com 6 espécies.
  - Parvilux (Hubbs y Wisner, 1964) com 2 espécies.
  - Scopelopsis (Brauer, 1906) com 1 sola espécie.
  - Stenobrachius (Eigenmann and Eigenmann, 1890) com 2 espécies.
  - Taaningichthys (Bolin, 1959) com 3 espécies.
  - Triphoturus (Fraser-Brunner, 1949) com 3 espécies.
- Subfamília Myctophinae:
  - Benthosema (Goode y Bean, 1896) com 5 espécies.
  - Centrobranchus (Fowler, 1904) com 4 espécies.
  - Diogenichthys (Bolin, 1939) com 1 espécies.
  - Electrona (Goode y Bean, 1896) com 5 espécies.
  - Gonichthys (Gistel, 1850) com 4 espécies.
  - Hygophum (Bolin, 1939) com 9 espécies.
  - Krefftichthys (Hulley, 1981) com 1 sola espécie.
  - Loweina (Fowler, 1925) com 3 espécies.
  - Metelectrona (Wisner, 1963) com 3 espécies.
  - Myctophum (Rafinesque, 1810) com 16 espécies.
  - Protomyctophum (Fraser-Brunner, 1949) com 14 espécies.
  - Symbolophorus (Bolin y Wisner, 1959) com 8 espécies.
  - Tarletonbeania (Eigenmann y Eigenmann, 1890) com 2 espécies.